# فالنتينا دي أنغيليس
فالنتينا دي أنغيليس (بالإنجليزية: Valentina de Angelis)‏ هي عارضة وممثلة أمريكية، ولدت في 31 يناير 1989 في مانهاتن في الولايات المتحدة.

## أعمال

### مسلسلات
- بيرسون أوف إنترست
- فتاة النميمة

## وصلات خارجية
- فالنتينا دي أنغيليس على موقع IMDb (الإنجليزية)
- فالنتينا دي أنغيليس على موقع ألو سيني (الفرنسية)
- فالنتينا دي أنغيليس على موقع أول موفي (الإنجليزية)
- فالنتينا دي أنغيليس على موقع قاعدة بيانات الفيلم (الإنجليزية)
- فالنتينا دي أنغيليس على موقع كينوبويسك (الروسية)